# Opsterland
Opsterland (en frisón Opsterlân), es un municipio de la provincia de Frisia en los Países Bajos. En 2013 tenía una población de 29.848 habitantes ocupando una superficie de 227,64 km², de los que 3,01 km² corresponden a la superficie ocupada por el agua, con una densidad de población de 133 h/km².  
El municipio cuenta con dieciséis núcleos de población (aldeas). La sede municipal se encuentra en Beetsterzwaag (Beetstersweach), población de alrededor de 3.500 habitantes, elegida en los siglos XVIII y XIX por algunas familias nobles que han dejado en ella ricas mansiones. Las denominaciones de los pueblos son bilingües, con predominio del frisón en las pequeñas y medianas poblaciones. 
La llamada “hacha de mano de Wijnjeterp”, hallada en el municipio, indica que el lugar estaba poblado ya antes del 150.000 antes de Cristo.

## Galería

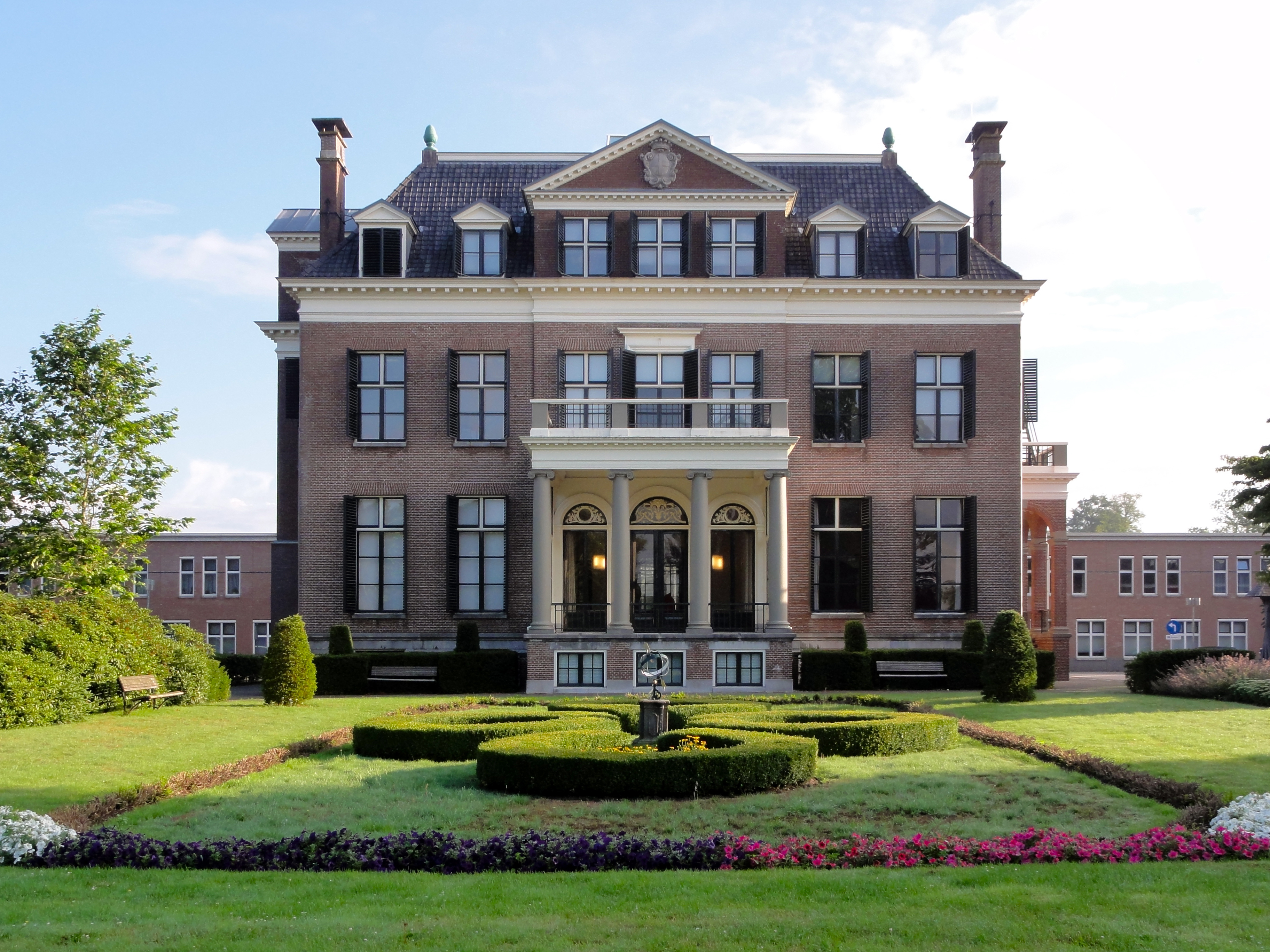
Beetsterzwaag, Lyndensteyn.
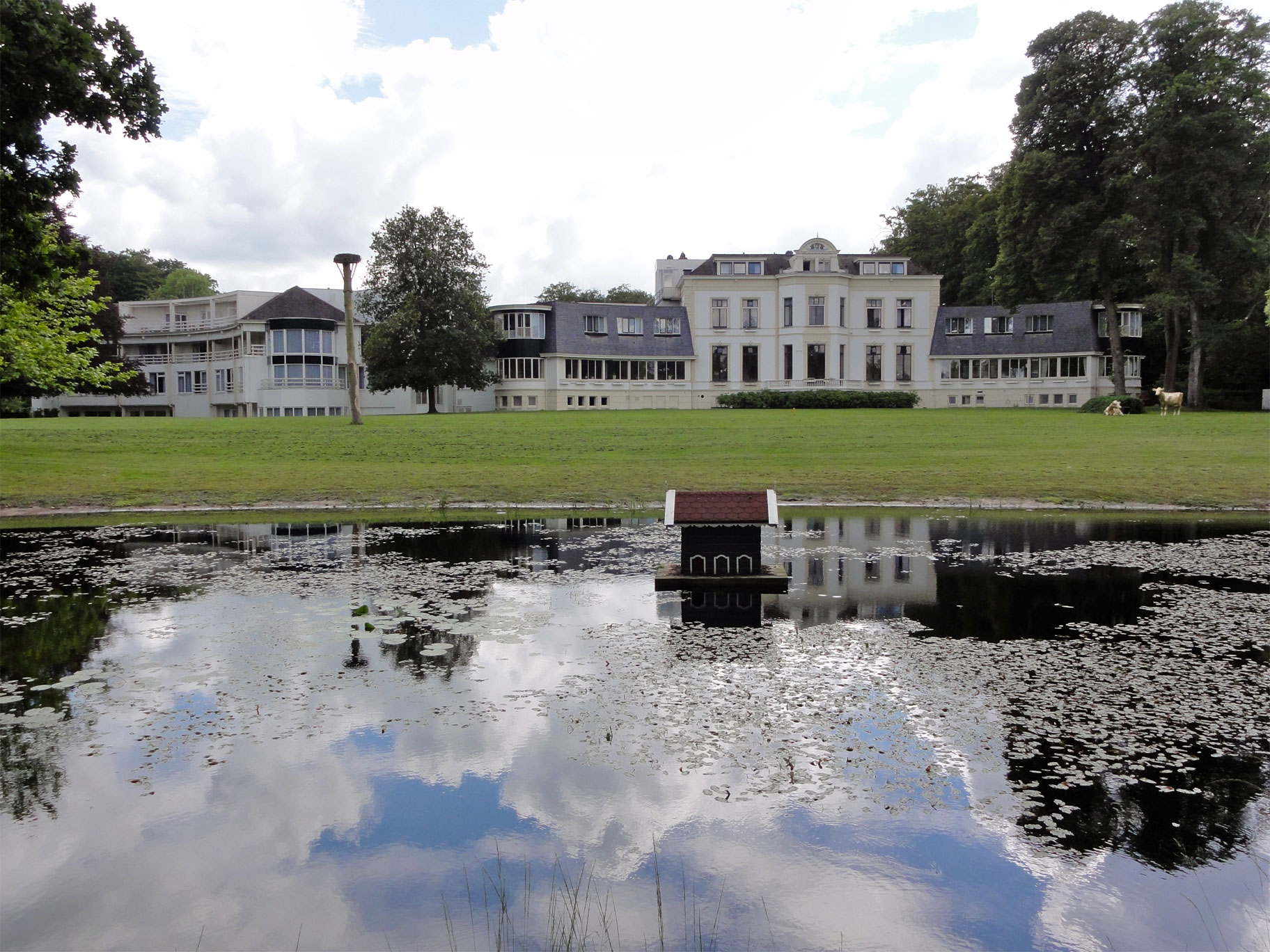
Beetsterzwaag, Lauswolt.
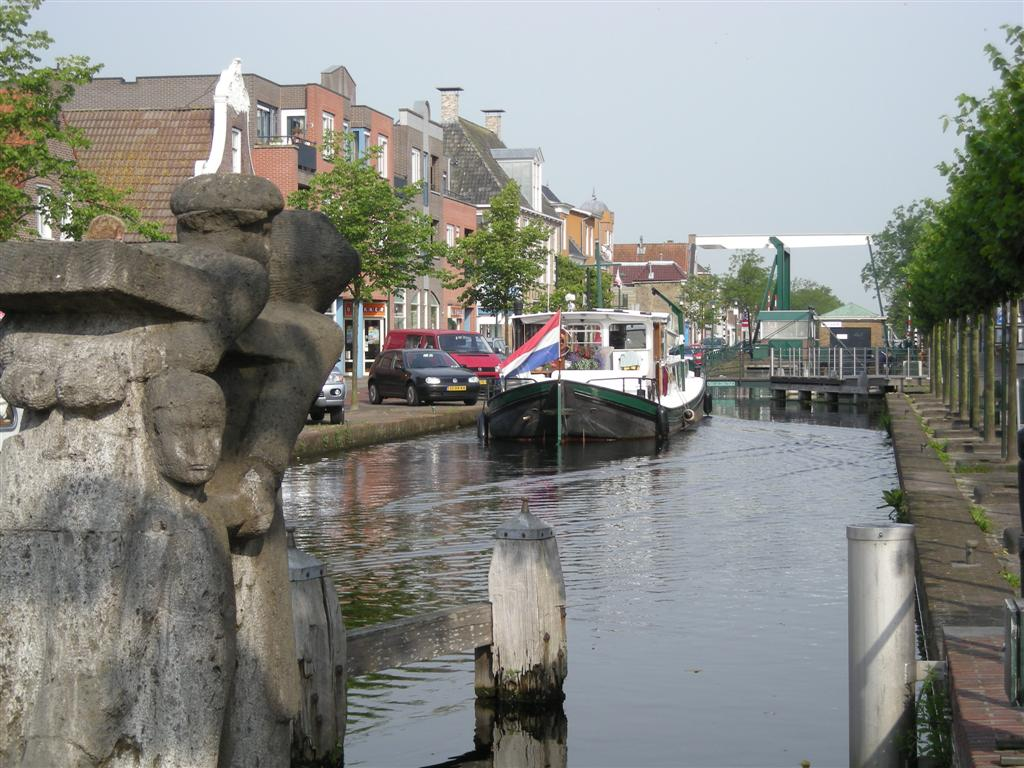
Gorredijk, canal Opsterlandse Compagnonsvaart.
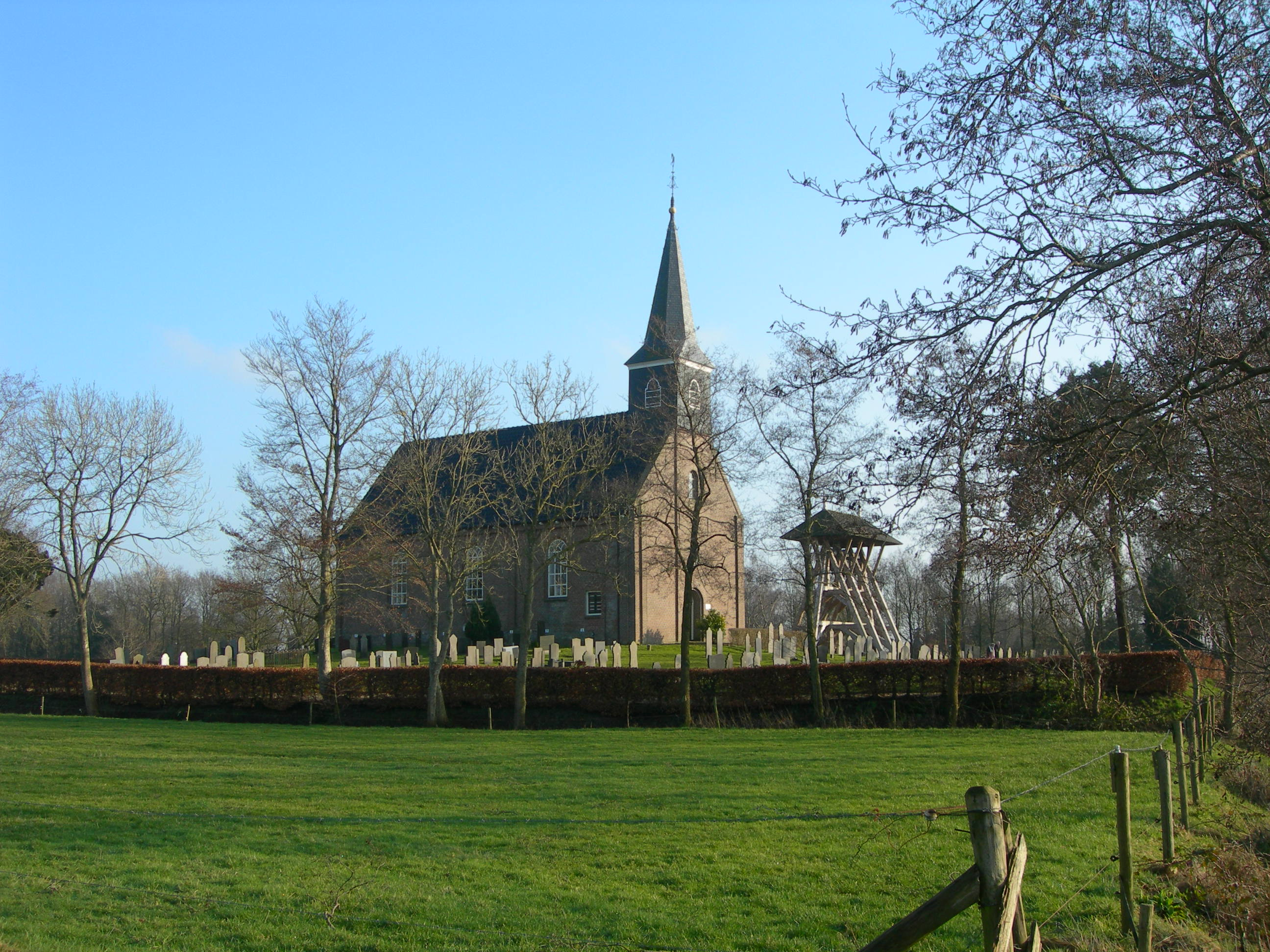
Wijnjewoude, iglesia de Wijnjeterp.